# データディスクマン
データディスクマン（DATA Discman）は、ソニーから発売されていた電子ブックプレーヤー。
8センチCD-ROMで提供される電子ブックを読み込んで、キーボードで文字を入力して検索機能を使い液晶画面に文字や画像を表示することができ、主に電子辞書として使用された。音声も再生可能で語学学習などの用途にも利用された。
最初の機種「DD-1」は1990年7月に発売され、世界初の電子書籍専用端末ともいわれる。なお「DD-1」は日本のみの販売で、アメリカではその後継機の「DD-1EX」が1991年12月に発売された。ドイツでも発売され、1991年にベルテルスマンが電子ブックを製作し、ランゲンシャイトが辞書を提供したが、1993年に生産を中止した。
日本ではその後多くの機種が発売されたが、2000年に発売された「DD-S35」を最後に生産を完了し、CD-ROMを使用しないICタイプの「DD-ICシリーズ」に移行したが、ICタイプも2006年までに生産を終了した。
電子ブックプレーヤーは松下電器産業と三洋電機からも発売されていたが、ソニーよりも先に撤退した。

## DD-1
DD-1は1990年7月にソニーが発売した電子ブックプレーヤー「DATA Discman」シリーズの第1号機である。世界初の電子書籍専用端末とされるが、実質的には電子辞書として扱われることが多かった。
クラムシェル型のボディを採用し、開いた状態では上部にモノクロ2階調の2.8インチ液晶画面、下部にはQWERTY配列のキーボードの操作パネル部を備える。また正面手前には音楽再生関連のボタン、正面右側面にはビデオ出力端子、左側面には電源ジャック、画面のコントラスト調節用のダイヤル、イヤフォンジャックを備える。
電子ブックは操作パネル部を持ち上げて挿入し、専用のキャディを用いることで音楽用の8cmシングルCDも聴くことができた。電子ブックのフォーマットはEBのみに対応。付属の電子ブックには三省堂の『現代国語辞典』『ニューセンチュリー英和辞典』『新クラウン英和辞典』『コンサイス外来語辞典』『ワープロ漢字辞典』を収録している。
電源は充電式バッテリー、乾電池、ACアダプタ（DC9V）に対応。カーバッテリーコードもオプションで用意されていた。

## DD-1以降の機種
1991年10月には「DD-1EX」、11月には「DD-10」が発売された。
1992年6月には電子手帳機能とゲームを追加したビジネスモデル「DD-10BZ」、9月には「DD-10EX」が発売された。
1993年2月には「DD-8」、10月には「DD-30DBZ」が発売された。
1994年2月には「DD-20」、電子ブックに「JTB海外旅行英会話PelaPela」を同梱した「DD-22 PelaPela」、9月には『広辞苑・逆引き広辞苑＆研究社新英和・和英中辞典』を付属した「DD-25」が発売された。
1995年4月には「DD-55」、7月には「DD-66 ペラペラ・ザ・ワールド」が発売された。
1996年2月には「広辞苑+逆引き広辞苑+新英和・和英中辞典」に加え「平凡社マイペディア+学研漢字源」をセットにした「DD-25P」、3月には「DD-75」が発売された。
1996年3月に発売された「DD-2001」には小学館の『日本大百科全書』全26巻の本文文字情報、挿絵、音声を収録した電子ブックがバンドルされた。10月に発売された「"リーダーズ、リーダーズ・プラス英和辞典&研究社新和英中辞典" DD-95」には研究社の『リーダーズ英和辞典』『リーダーズ・プラス』および『新和英中辞典第4版』を収録した電子ブックがバンドルされた。
1997年2月には「DD-300」が発売。3月に発売された「“DATA&NEWS”DD-MR10」はFM文字放送ラジオを内蔵した。4月に発売された「DD-CH10」は中国語文字（北京語）を表示できる仕様（EBXA-C）を新規作成し、小学館の「中日辞典」と「日中辞典」を統合した電子ブックをバンドルした。10月に発売された「"ペラペラ・ザ・ワールド" DD-216」は4枚の電子ブックを同梱し、17カ国語に対応した日常会話の例文や単語の音声データが収録された。
1998年3月には「"学研辞書倶楽部" DD-250」が発売された。6月には"広辞苑&英和・和英研究社中辞典"モデルの「DD-350」と"リーダーズ/リーダーズ・プラス英和&和英"モデルの「DD-RE10」が発売された。1998年10月には「DD-150」が発売。
1999年3月に発売された「DD-S30」ではモノクロ16階調液晶を採用した。
2000年2月には初のカラー液晶採用機種「DD-S1000」が発売された。カラー写真なども収録できる電子ブックの拡張仕様「S-EBXA」に対応し、小学館『日本大百科全書』をバンドルした。
2000年6月には「DD-S35」が発売された。

## 機種一覧
| 型番     | 発売年月   | 標準価格 |
| -------- | ---------- | -------- |
| DD-1     | 1990年7月  | 58000円  |
| DD-1EX   | 1991年10月 | 58000円  |
| DD-10    | 1991年11月 | 65000円  |
| DD-10S   |            |          |
| DD-10BZ  | 1992年6月  | 69000円  |
| DD-10EX  | 1992年9月  | 60000円  |
| DD-8     | 1993年2月  | 43800円  |
| DD-30DBZ | 1993年10月 | 69000円  |
| DD-20    | 1994年2月  | 39800円  |
| DD-22    | 1994年2月  | 39800円  |
| DD-25    | 1994年9月  | 43800円  |
| DD-55    | 1995年4月  | 35000円  |
| DD-66    | 1995年7月  | 39800円  |
| DD-25P   | 1996年2月  | オープン |
| DD-75    | 1996年3月  | 42000円  |
| DD-55P   | 1996年5月  | オープン |
| DD-2001  | 1996年3月  | 80000円  |
| DD-85    | 1996年6月  | 33000円  |
| DD-95    | 1996年9月  | 42000円  |
| DD-300   | 1997年2月  | 43800円  |
| DD-75SP  | 1997年3月  | 39800円  |
| DD-MR10  | 1997年3月  | 39800円  |
| DD-CH10  | 1997年4月  | 42000円  |
| DD-202   | 1997年6月  | 29800円  |
| DD-216   | 1997年10月 | 36000円  |
| DD-250   | 1998年3月  | 33000円  |
| DD-350   | 1998年6月  | 43800円  |
| DD-350SP |            |          |
| DD-RE10  | 1998年9月  | 43800円  |
| DD-150   | 1998年10月 | 36000円  |
| DD-S30   | 1999年3月  | 43800円  |
| DD-S30SP |            |          |
| DD-170   | 1999年7月  | オープン |
| DD-S1000 | 2000年2月  | 80000円  |
| DD-S35   | 2000年6月  | 43800円  |
| DD-S15   | 2000年10月 | オープン |
| DD-S25   | 2000年10月 | オープン |

発売年月、価格の出典。他に、電子ブックをPCやワープロで利用するための電子ブックドライブ「DD-DR1」も発売されていた（1991年12月発売、標準価格4万8000円）。

## 評価
世界初の電子書籍リーダーとして、「DD-1EX」がロンドンのヴィクトリア&アルバート博物館のコレクションに収蔵されている。